# Leichtathletik-Europameisterschaften 2010/Teilnehmer (Deutschland)
Deutschland nahm mit 73 Sportlern an den Leichtathletik-Europameisterschaften 2010 (27. Juli bis 1. August in Barcelona) teil.
Zunächst für die Mannschaft durch den Deutschen Leichtathletik-Verband  (DLV) nominiert war auch der Marathonläufer Falk Cierpinski, welcher aufgrund einer Verletzung wenige Tage vor Beginn der Europameisterschaft ausschied.
| Wettbewerb        | Männer                                                                                                | Frauen                                                                                                  |
| ----------------- | --- | --- |
| 100 m             | Tobias Unger (20. Platz) Alexander Kosenkow (12. Platz) Christian Blum (24. Platz)                    | Verena Sailer (Gold) Anne Möllinger (16. Platz) Yasmin Kwadwo (22. Platz)                               |
| 200 m             | Sebastian Ernst (16. Platz) Daniel Schnelting (18. Platz)                                             | |
| 800 m             | | Claudia Hoffmann (14. Platz)                                                                            |
| 1500 m            | Carsten Schlangen (Silber) Moritz Waldmann (12. Platz)                                                | |
| 5000 m            | Arne Gabius (12. Platz)                                                                               | Sabrina Mockenhaupt (nicht gestartet)                                                                   |
| 10.000 m          | Jan Fitschen (12. Platz) Christian Glatting (9. Platz) Filmon Ghirmai (15. Platz)                     | Sabrina Mockenhaupt (6. Platz)                                                                          |
| Marathon          | Martin Beckmann (Aufgabe) Tobias Sauter (Aufgabe)                                                     | |
| 100 m Hürden      | | Carolin Nytra (Bronze) Cindy Roleder (Disqualifiziert) Nadine Hildebrand (8. Platz)                     |
| 110 m Hürden      | Alexander John (8. Platz) Matthias Bühler (12. Platz)                                                 | |
| 400 m Hürden      | | Fabienne Kohlmann (9. Platz)                                                                            |
| 3000 m Hindernis  | Steffen Uliczka (7. Platz)                                                                            | |
| 20 km Gehen       | André Höhne (nicht gestartet) Maik Berger (16. Platz)                                                 | Melanie Seeger (4. Platz)                                                                               |
| 50 km Gehen       | Christopher Linke (Aufgabe) André Höhne (7. Platz)                                                    | |
| Hochsprung        | | Ariane Friedrich (Bronze)                                                                               |
| Stabhochsprung    | Malte Mohr (17. Platz) Raphael Holzdeppe (9. Platz) Fabian Schulze (6. Platz)                         | Silke Spiegelburg (Silber) Carolin Hingst (Finale) Lisa Ryzih (Bronze)                                  |
| Weitsprung        | Christian Reif (Gold)                                                                                 | Bianca Kappler (17. Platz) Nadja Käther (14. Platz)                                                     |
| Dreisprung        | | Katja Demut (kein gültiger Versuch)                                                                     |
| Kugelstoßen       | Ralf Bartels (Bronze) David Storl (5. Platz)                                                          | Nadine Kleinert (7. Platz) Petra Lammert (6. Platz) Denise Hinrichs (8. Platz)                          |
| Diskuswurf        | Robert Harting (Silber) Markus Münch (24. Platz) Martin Wierig (7. Platz)                             | Nadine Müller (8. Platz) Sabine Rumpf (7. Platz)                                                        |
| Hammerwurf        | Markus Esser (19. Platz)                                                                              | Betty Heidler (Gold) Kathrin Klaas (15. Platz)                                                          |
| Speerwurf         | Matthias de Zordo (Silber)                                                                            | Christina Obergföll (Silber) Katharina Molitor (4. Platz) Linda Stahl (Gold)                            |
| Siebenkampf       | | Jennifer Oeser (Bronze) Maren Schwerdtner (9. Platz) Claudia Rath (11. Platz)                           |
| 4 × 100-m-Staffel | (Bronze) Tobias Unger Alexander Kosenkow Christian Blum Martin Keller Sebastian Ernst Marius Broening | (Disqualifiziert) Verena Sailer Anne Möllinger Yasmin Kwadwo Marion Wagner Katja Tengel Carolin Nytra   |
| 4 × 400-m-Staffel | (4. Platz) Kamghe Gaba Thomas Schneider Eric Krüger Jonas Plass Bastian Swillims                      | (Silber) Esther Cremer Claudia Hoffmann Janin Lindenberg Wiebke Ullmann Fabienne Kohlmann Jill Richards |